# Dietrich Schäfer

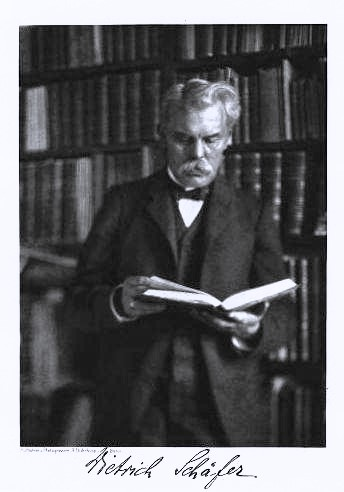
Dietrich Schäfer, signierte Heliogravüre nach einer Fotografie von Rudolf Dührkoop

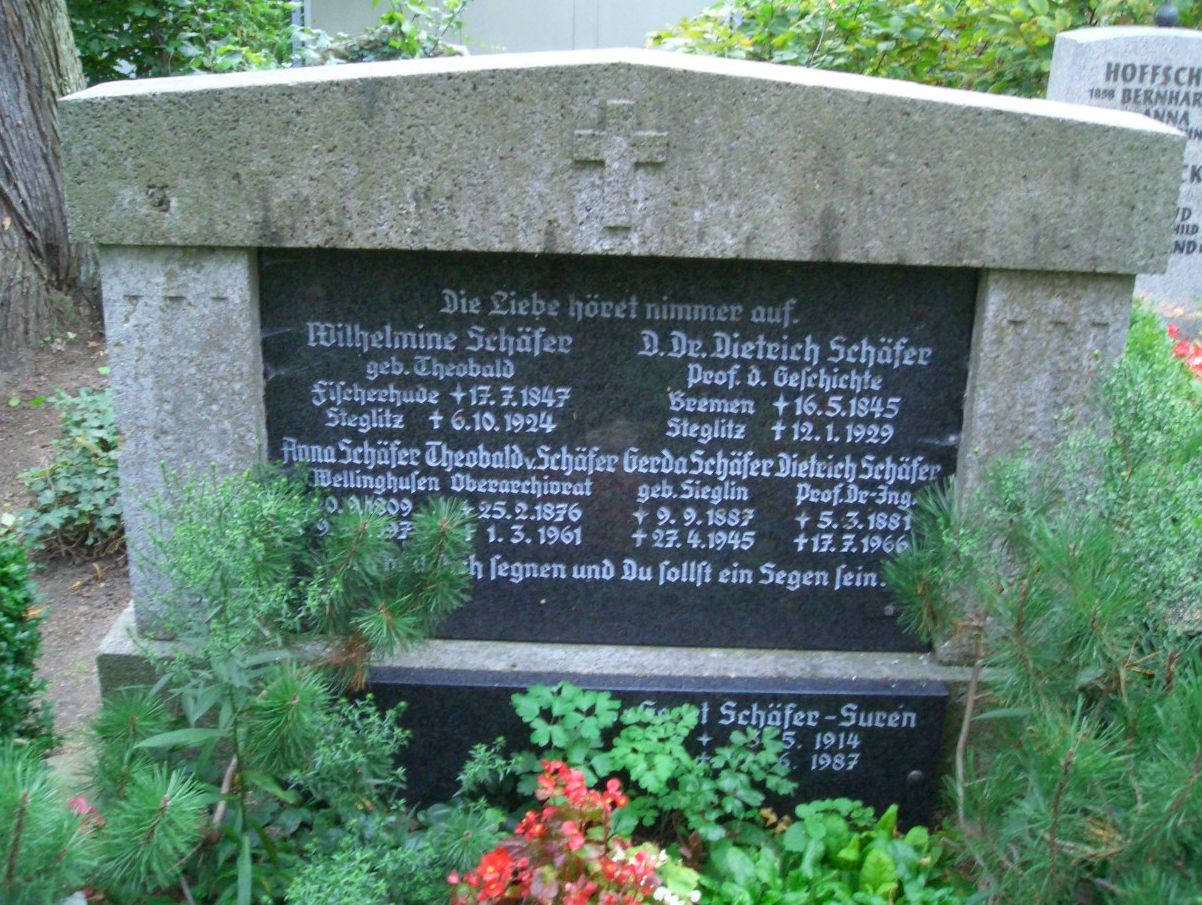
Dietrich Schäfers Grab auf dem St.-Annen-Kirchhof in Berlin-Dahlem

Johann Heinrich Dietrich Schäfer (* 16. Mai 1845 in Bremen; † 12. Januar 1929 in Steglitz) war ein deutscher Historiker.

## Leben

### Ausbildung
Dietrich Schäfer war der Sohn eines Hafenarbeiters in Bremen und wuchs in ärmlichen Verhältnissen auf. In seinem Buch Mein Leben von 1926 berichtet er eindrucksvoll über seine Jugendzeit. Er absolvierte die Volksschule, besuchte dann das Bremer Lehrerseminar und bestand 1865 die 2. Lehrerprüfung mit Auszeichnung. Mit finanzieller Förderung durch den Gründer des Norddeutschen Lloyd, den Reeder H. H. Meier, studierte er seit 1868 vorwiegend Geschichte an den Universitäten Jena, Heidelberg und Göttingen. 1870/71 nahm er am Deutsch-Französischen Krieg als Soldat teil. 1872 wurde er in Göttingen zum Dr. phil. promoviert.

### Beruf und Berufung
Von 1872 bis 1876 unterrichtete Schäfer an der Hauptschule in Bremen. Seit 1876 gab er für den Hansischen Geschichtsverein die Hanserezesse heraus, von denen bis 1913 neun Bände erschienen.
1877 wurde Schäfer Honorarprofessor für mittelalterliche Geschichte an der Universität Jena. 1885 wurde er ordentlicher Professor an der Universität Breslau, 1888 an der Universität Tübingen und 1896 an der Universität Heidelberg. Von 1899 bis 1902 nahm er das Mandat der Universität Heidelberg als deren Vertreter in der Ersten Kammer der Badischen Ständeversammlung wahr. Schäfer wurde 1903 als Nachfolger von Paul Scheffer-Boichorst an die Friedrich-Wilhelms-Universität in Berlin berufen, wo er bis 1921 lehrte.
1894 wurde er zum korrespondierenden Mitglied der Göttinger Akademie der Wissenschaften gewählt. 1903 wurde er zudem ordentliches Mitglied der Preußischen Akademie der Wissenschaften und 1908 korrespondierendes Mitglied der Bayerischen Akademie der Wissenschaften.
Schäfers Hauptwerk ist die Deutsche Geschichte in zwei Bänden, die ab 1904 erschien und, oft nachgedruckt bis in die 1920er Jahre, in deutschnational eingestellten bürgerlichen Haushalten häufig gelesen wurde.
Schäfer war seit 1894 korrespondierendes Mitglied der Gesellschaft für Geschichte und Altertumskunde der Ostseeprovinzen Russlands. Von 1900 bis 1902 war er Vorsitzender des Historikerverbandes.

### Politische Einstellung
Schäfer war ein Schüler von Heinrich von Treitschke, teilte mit diesem antisemitische Auffassungen und verstand sich als Erzieher des deutschen Volkes. 1908 verhinderte er mit einem antisemitischen Gutachten die Berufung Georg Simmels an die Heidelberger Universität. Er war seit Gründung Mitglied des Alldeutschen Verbandes, in der wilhelminischen Flottenpolitik sowie der Kolonial- und Ostpolitik. Von seinen Gegnern wurde er wegen seines publizistischen Engagements für die deutsche Flottenpolitik auch „Flottenschäfer“ genannt. Während des Ersten Weltkrieges unterstützte er den uneingeschränkten U-Boot-Krieg publizistisch; für ihn kam nur ein Siegfrieden in Betracht. 1914 gehörte er zu den Unterzeichnern der Erklärung der Hochschullehrer des Deutschen Reiches. Er war seit Sommer 1915 der Leiter des Unabhängigen Ausschusses für einen deutschen Frieden, der sich auch viele Unterzeichner der Seeberg-Adresse (um Reinhold Seeberg) anschlossen und die in deren Sinn gegen die Politik eines Ausgleichsfriedens von Reichskanzler Theobald von Bethmann Hollweg war. Der Gruppe gehörten unter anderem Eduard Meyer, Wolfgang Kapp und Max von Gruber an. Sie veröffentlichten 1916/17 in unregelmäßigen Abständen Mitteilungen des Unabhängigen Ausschusses, ab April 1917 die einflussreichere Zeitschrift Deutschlands Erneuerung mit 3.500 Abonnenten im Sommer 1917 (Herausgeber von Gruber, Schäfer, Seeberg, Georg von Below und Houston Stewart Chamberlain, Kapp und der Vorsitzende des Alldeutschen Verbandes Heinrich Claß) und am 23. August 1916 einen Aufruf an das Deutsche Volk, den 25 Professoren unterschrieben (neben Schäfer, Seeberg, von Gruber und Meyer unter anderem Otto von Gierke und Wilhelm Wundt) und in dem Eroberungsziele genannt wurden. Der Unabhängige Ausschuss hatte lokale Ausschüsse unter anderem in Düsseldorf, Kassel und München und bestand bis 1918. Schäfer gehörte mit den Professoren von Below, Eduard Meyer und von Gruber auch im August 1917 zu den Gründern der Deutschen Vaterlandspartei (DVLP).
Schäfers chauvinistische Auffassungen führten dazu, dass die Nationalsozialisten den 1929 verstorbenen Historiker als einen ihrer Vorkämpfer betrachteten. Beispielsweise benannten sie die Friedrichstraße in Berlin-Steglitz 1934 in Dietrich-Schäfer-Weg um, was in den 1980er Jahren zu einem jahrelangen (Wieder-)Umbenennungsstreit führte. Der Streit endete erst 1992 mit der Umbenennung in Carl-Heinrich-Becker-Weg.
Nach Ende des Zweiten Weltkrieges wurden in der Sowjetischen Besatzungszone der Aufsatzband Preußen, Deutschlands Vergangenheit und Deutschlands Zukunft (vier Aufsätze von Schäfer u. a.; Hobbing, Berlin 1916) sowie Schäfers Schriften Staat und Welt (Elsner, Berlin 1923) und Osteuropa und wir Deutschen (Elsner, Berlin 1924) auf die Liste der auszusondernden Literatur gesetzt.

## Familie
Schäfers Tochter Anne (1878–1957) arbeitete bis zu ihrer Heirat mit dem Physiker Alfred Kalähne als seine Privatsekretärin und wurde später Abgeordnete im Danziger Volkstag.

## Schriften (Auswahl)
- Dänische Annalen und Chroniken von der Mitte des 13. bis zum Ende des 15. Jahrhunderts. Mit Berücksichtigung ihres Verhältnisses zu schwedischen und deutschen Geschichtswerken. Kritisch untersucht. Hahn’sche Hofbuchhandlung, Hannover 1872 (Universität Göttingen, Dissertation, 1872). BSB München.[13]
- Die Hansestädte und König Waldemar von Dänemark Hansische Geschichte bis 1376. Gustav Fischer, Jena 1879. Google.[14]
  - Die Hansestädte und König Waldemar von Dänemark hansische Geschichte bis 1376. Gekrönte Preisschrift. Gustav Fischer, Jena 1879. BSB München.[15]
- Deutsches Nationalbewußtsein im Licht der Geschichte. Akademische Anbtrittsrede. Gustav Fischer, Jena 1884. SLUB.
- Das eigentliche Arbeitsgebiet der Geschichte. Akademische Antrittsrede gehalten den 25. Oktober 1888. Gustav Fischer, Jena 1888. Google.[16]
- Geschichte und Kulturgeschichte. Eine Erwiderung. Gustav Fischer, Jena 1891. Archive.org.[17]
- Festrede gehalten zur Bismarckfeier in Tübingen am 1. April 1895. Armbruster & Riecker, Tübingen 1895.
- Festreden zu der von der Stadt Heidelberg veranstalteten hundertjährigen Gedenkfeier des Geburtstags Kaiser Wilhelms I. am 22. März 1897. Hörning, Heidelberg 1897.
- Deutschland zur See. Eine historisch-politische Betrachtung. Gustav Fischer, Jena 1897.
- Was lehrt uns die Geschichte über die Bedeutung der Seemacht für Deutschlands Gegenwart? Vortrag gehalten im Auftrage der Freien Vereinigung für Flottenvorträge. Lehmann, München 1900. Polona.
- Die Hanse. Velhagen & Klasing, Bielefeld 1903. Historische Drucke Münster.[18]
- Weltgeschichte der Neuzeit. E. S. Mittler, Berlin 1907 (11. Aufl. 1922).[19]
  - Weltgeschichte der Neuzeit. Band 1: Von der Reformations- und der Entdeckungszeit bis zum Siebenjährigen Kriege.[20]
  - Weltgeschichte der Neuzeit. Band 2: Vom Ende des Siebenjährigen Krieges bis zur Gegenwart.
- Deutsche Geschichte. 2 Bände. Gustav Fischer, Jena 1910. Archive.org. Band 1[21]; Archive.org. Band 2.
- Kolonialgeschichte, 3., rev. und bis auf die Gegenwart fortgeführte Aufl. Göschen, Leipzig 1910 (= Sammlung Göschen, Band 156). Universität Bremen.
- Was bedeutet dem Deutschen sein Reich? Deutsche Kanzlei, Berlin 1912 (= Deutsch-akademische Schriften, Band 2).
- Aufsätze, Vorträge und Reden. 2 Bände. Gustav Fischer, Jena 1913.
- Die deutsche Hanse. Velhagen & Klasing, Bielefeld 1914. Polona.
- Sein oder Nichtsein? Des Deutschen Reiches Schicksalsstunde. 5. Aufl. Verlag Kameradschaft, Berlin 1914.
- Das deutsche Volk und der Osten. Vortrag gehalten in der Gehe-Stiftung zu Dresden am 6. Februar 1915. Teubner, Leipzig 1915. Polona.
- Unser Volk inmitten der Mächte. Ansprache von Professor Dr. Dietrich Schäfer in einer Versammlung deutscher Vertrauensmänner am 20. Juni 1915 in Berlin. Alldeutscher Verband, Berlin 1915. Staatsbibliothek zu Berlin.
- Das Gebot der Stunde. An die Mitglieder des Deutschen Reichstages. Brückmann, Berlin 1916.
- Durch Deutschen Sieg zum Deutschen Frieden. Fünf Reden zur Lage gehalten am 19. Januar 1917 in der Versammlung des „Unabhängigen Ausschusses für einen Deutschen Frieden“ im Sitzungssaale des Abgeordnetenhauses zu Berlin. Curtius, Berlin 1917.
- Bismarck. Ein Bild seines Lebens und Wirkens. 2 Bände. Hobbing, Berlin 1917. Band 1, Archive.org; Band 2, Archive.org;
  - Bismarck. Ein Bild seines Lebens und Wirkens. Mit sechs Bildnistafeln in Lichtdruck und Textzeichnungen von Arthur Kampf. 13.–16. Tsd. Hobbing, Berlin 1922.
- Das Reich als Republik. Deutschland und Preußen. Vossische Buchhandlung, Berlin 1919.
- Staat und Welt. Eine geschichtliche Betrachtung. Otto Elsner, Berlin 1922. Archive.org.[22]
- Osteuropa und wir Deutschen. Otto Elsner, Berlin 1924 (= Nationale Bücherei, Band 3). Polona.
- Mein Leben. Mit Bild des Verfassers. Koehler, Berlin & Leipzig 1926. HathiTrust
- Deutschtum und Ausland. K. F. Koehler, Berlin und Leipzig 1926. Polona.